# Zeittafel Jesuiten in China
Die Zeittafel Jesuiten in China liefert einen Schnellüberblick über die lange, wechselvolle Geschichte der Missionstätigkeit der Gesellschaft Jesu in China, beginnend im 16. Jahrhundert während der Ming-Dynastie bis ins ausgehende 20. Jahrhundert mit der Gründung der Chinesischen Ordensprovinz der Jesuiten im Jahr 1991.

## Chronologie
Die folgende Übersicht erhebt keinen Anspruch auf Aktualität oder Vollständigkeit:

### 16. Jahrhundert
- 1552 Nov. Der Jesuit Franz Xaver findet schließlich einen Chinesen, der ihm für 350 Cruzados Pfeffer verspricht, ihn von der Insel Sancian (Shangchuan) nach Kanton zu transportieren.
- 1552 21. November: Der Jesuit Franz Xaver feiert eine Totenmesse für einen Schmuggler auf der Insel Sancian (Shangchuan) und wird dann krank.
- 1565: Die Jesuiten lassen sich in Macau nieder.
- 1572: Die Jesuiten eröffnen eine Schule in Macau (Lesen, Schreiben), das (spätere) St. Pauls-Kolleg.
- 1582 7. August: Der Jesuit Matteo Ricci kommt in Begleitung von Michele Ruggieri in Macau an.
- 1583 10. September: Matteo Ricci und Michele Ruggieri reisen nach China ein und errichten das erste Jesuitenhaus in Zhaoqing (Guangdong).
- 1588 28. Juli: Der Jesuit Alessandro Valignano kommt in Macau an.
- 1589 Juli: Der Vizekönig von Zhaoqing beschließt, das Haus der Jesuitenväter einzunehmen.
- 1589 26. August: Jesuitenmissionare (einschließlich Matteo Ricci) reisen nach Shaozhou, wo sie ihre zweite Residenz aufbauen.
- 1590 23. Juni: Der Jesuit Alessandro Valignano verlässt Macau und geht als Botschafter des Vizekönigs von Indien nach Japan.
- 1592 Juli: In Shaozhou wird das Jesuitenhaus von Schlägern angegriffen, die in einer nahe gelegenen Pagode leben. Während er sich verteidigt, wird Matteo Ricci am Fuß verletzt.
- 1592 24. Oktober: Der Jesuit Alessandro Valignano kommt in Macau an.
- 1594: Alessandro Valignano verwandelt die kleine Schule der Macau-Residenz in ein Jesuitenkolleg (St. Pauls-Kolleg).
- 1594: Die Jesuiten (einschließlich Matteo Ricci) nehmen den Habitus der Literaten an (siehe auch Ritenstreit).
- 1594 16. November: Der Jesuit Alessandro Valignano verlässt Macau nach Indien.
- 1597: Matteo Ricci wird zum Vorgesetzten der Jesuitenmission in China ernannt.
- 1597 20. Juli: Der Jesuit Alessandro Valignano kommt in Macau an.
- 1598 16. Juli Der Jesuit Alessandro Valignano verlässt Macau in Richtung Japan.
- 1599 6. Januar: Matteo Ricci lässt sich in Nanjing nieder und errichtet ein viertes Jesuitenhaus.

### 17. Jahrhundert
- 1603 10. Februar: Der Jesuit Alessandro Valignano kommt in Macau an.
- 1604: Die Jesuitenmission in China wird unabhängig von der von Macau.
- 1606 20. Januar: Der Jesuit Alessandro Valignano stirbt in Macau.
- 1610: Der Jesuit Nicolas Trigault kommt in Macau an.
- 1611: Der Jesuit Nicolas Trigault kommt in Nanjing an.
- 1613: Der Jesuit Trigault kommt in Peking an.
- 1613 9. Februar: Der Jesuit Nicolas Trigault verlässt Macau nach Europa.
- 1619: Nicolas Trigaults Gruppe von Jesuitenmissionaren (einschließlich Schall von Bell) kommt in Macau an.
- 1624 August: Die Jesuiten Antonio de Andrade und Manuel Marques kommen in Tibet an.
- 1624 August: Die Jesuitenmissionare Antonio Freire de Andrade und Manuel Marques kommen in Tsaparang (Königreich Guge) an, wo fruchtbares Land von Kanälen bewässert wird. Sie werden vom König, einem Buddhisten, empfangen. Sie glauben, Spuren eines alten Christentums zu finden.
- ca. 1625 September: Zwei Jesuiten schließen sich der Tsaparang-Mission an. Sie beginnen, die tibetische Sprache und Kultur zu studieren. Debatten werden mit den Lamas organisiert; Der König gibt ihnen die Erlaubnis, das Evangelium zu predigen und zu taufen. Land wird für den Bau einer Kirche angeboten.
- ca. 1626 15. August: In einem Brief an den Generaloberen der Jesuiten, Mutio Vitelleschi, erzählt Antonio Freire de Andrade von seiner Reise nach Tibet und beschreibt die vielversprechenden Anfänge der Mission.
- 1628 14. November: Der Jesuitenpriester Nicolas Trigault stirbt in Hangzhou.
- ca. 1633 10. November: Der Jesuit Xu Guangqi in Shanghai.
- ca. 1641: Die ersten Jesuitenmissionare kommen in Sichuan an.
- 1642: Die Jesuiten bauen eine Kirche in Chongqing.
- 1642: Der Jesuit Martino Martini kommt in Macau an.
- ca. 1643: Der Jesuit Martino Martini besucht Peking und die Chinesische Mauer.
- ca. 1652: Der Jesuit Martino Martini zeichnet seinen „Novus Atlas Sinensis“ nach dem „Guang yu tu“ von Luo Hongxian.
- 1654: Jesuitenpater Joseph Tissandier kommt in Macau an.
- 1658: Der Jesuit Martino Martini ist zurück in China.
- 1658 17. Juli:  Martino Martini, Albert D’Orville und 17 andere Gefährten (einschließlich Ferdinand Verbiest und Philippe Couplet) kommen in Macau an Bord des Schiffes „Bom Jesus de Vididueira“ aus Lissabon.
- 1659 11. Juni: der Jesuit Martino Martini ist nach Hangzhou zurückgekehrt und nimmt seine pastorale Arbeit wieder auf.
- 1661 6. Juni: Der Jesuit Martino Martini stirbt in Hangzhou an Cholera.
- 1661 8. Oktober: Die Jesuiten Albert D’Orville und Johann Grueber erreichen Lhasa.
- 1666 25. August: Der Jesuitenmathematiker Johann Adam Schall von Bell stirbt in Peking.
- 1668: Der Jesuit Ferdinand Verbiest druckt sein Compendium Astronomiae organicae, astronomische Beobachtungen, die Europa und China betreffen, in Peking, illustriert mit xylografischen Tafeln.
- 1668 29. Dezember: Kaiser Kangxi schickt dem Jesuiten Ferdinand Verbiest eine Kopie des Yang-Kalenders für das Jahr 1669 und möchte ihn zur Überprüfung einreichen.
- 1669: In Peking enthüllt der Jesuit Filippo Grimaldi dem Kaiser Kangxi die Auswirkungen der magischen Laterne: „Dieses Spektakel hat denjenigen, die sich des Kunstgriffs nicht bewusst waren, ebenso viel Angst bereitet wie denjenigen, die darüber informiert wurden“.
- 1669 Feb.: Kaiser Kangxi ernennt den Jesuiten Ferdinand Verbiest  zum Direktor des Amtes für Astronomie
- 1670 Feb.: Der Jesuit Ferdinand Verbiest baut in Peking ein Thermoskop, das er Kaiser Kangxi gibt.
- 1674: Der Jesuit Ferdinand Verbiest realisiert in Peking eine Vollständige Weltkarte (Kunyu Quantu) für Kaiser Kangxi.
- 1682 Okt.: Der Jesuit Antoine Thomas kommt in Macau an.
- 1685 Mai: Der Jesuit Ferdinand Verbiest beruft Antoine Thomas nach Peking.
- 1687 23. Juli: Die Mission der Jesuiten-Mathematiker erreicht den Hafen von Ningbo (Zhejiang).
- 1687 September: Das für Gottesdienste zuständige chinesische Ministerium gibt eine ungünstige Stellungnahme zum Eintritt französischer Jesuiten-Mathematiker ab.
- 1687 11. Oktober: Ferdinand Verbiest erhält einen kaiserlichen Befehl, der die Jesuitenmathematiker zur Einreise nach China ermächtigt.
- 1687 2. November: Ein kaiserlicher Orden ruft die französischen Jesuiten nach Peking.
- 1687 26. November: Die Mission der Jesuiten-Mathematiker verlässt Ningbo (Zhejiang) nach Peking.
- 1688 28. Januar: Der Jesuitenmathematiker Ferdinand Verbiest stirbt in Peking.
- ca. 1688 28. Januar: Die Mission der Jesuiten-Mathematiker umwandern den Berg Taishan in Shandong.
- ca. 1688 29. Januar: Der Jesuit Antoine Thomas ersetzt Verbiest als offiziellen Hofmathematiker und Astronomen.
- 1688 6. Februar: Die Mission der Jesuiten-Mathematiker kommt in Peking an.
- 1688 21. März: Kaiser Kangxi gewährt den französischen Jesuitenmathematikern eine Audienz und beschließt, die Pater Jean-François Gerbillon und Joachim Bouvet in Peking zu behalten.

### 18. Jahrhundert
- 1701: Antoine Thomas wird Provinzoberer der Jesuiten.
- 1707 25. Januar: Der Jesuitenobere Maillard verkündet in Nanjing einen Hirtenbrief, in dem die chinesischen Riten als „gegen das göttliche Gesetz verstoßend“ erklärt werden.
- 1708: Kaiser Kangxi bittet die Jesuiten, eine Karte von China anzufertigen.
- 1709 29. Juni: Antoine Thomas, Jesuit, Missionar und Astronom, stirbt in Peking an der Ruhr.
- ca. 1709 30. Juni: Antoine Thomas wird in der Nähe von Verbiest auf dem Jesuitenfriedhof in Peking begraben.
- 1718: Französische Jesuitenmathematiker veröffentlichen die Kartographie der chinesischen Provinzen in Peking.
- 1722 26. Juni: Antoine Gaubil, Jesuitenmissionar, lässt sich in Peking nieder.
- 1724: Kaiser Yongzheng verbietet das Christentum und Missionare, erlaubt aber den Astronomen der Jesuiten, zu bleiben.
- 1750 27. Juli: In Begleitung von zwei chinesischen Novizen (Jesuiten) kommt Joseph-Marie Amiot in Macau an.
- 1759 24. Juli: Antoine Gaubil, Jesuitenmissionar, Astronom, Historiker und Linguist, stirbt in Peking.
- 1762: Die Jesuiten werden nach dem Verbot des Ordens aus Macau ausgewiesen.
- 1764: Joseph-Marie Amiot erfährt von Staatsminister Henri Bertin, dass der König von Frankreich persönlich die Arbeit der französischen Jesuiten in Peking finanziert.
- 1768 8. Dezember: Jean-Denis Attiret, französischer Jesuit, Missionar und Maler, stirbt in Peking.
- ca. 1774: Um zu retten, was von der Jesuitenmission in China übrig geblieben ist, bringt Joseph-Marie Amiot die Lazaristen dazu, ihren Platz einzunehmen.
- 1793 8. Oktober: Joseph-Marie Amiot, Jesuitenpriester, französischer Astronom und Historiker, stirbt in Peking.

### Neuzeit
- 1991 April: Gründung der Chinesischen Ordensprovinz der Jesuiten (mit Hauptsitz in Macau). Sie ist für die apostolische Arbeit auf dem chinesischen Festland, in Hongkong, Macau und die Republik China (Taiwan), zuständig.[2] Ihr Sitz ist heute in Macau.[3]
- 1998 Das Beijing Center for Chinese Studies wird gegründet.